# Monument voor de gevallenen (Blaricum)
Het Monument voor de gevallenen' in Blaricum is een herdenkingsmonument voor allen die vielen in de Tweede Wereldoorlog. Het staat op de hoek Plantsoen Piepersweg/Noolseweg te Blaricum.
Het in 1948 onthulde beeld werd gemaakt door ontwerper ir. H.F. Sijmons en beeldhouwer John Rädecker.
Het monument bestaat uit een gedenkmuur op een plateau in de vorm van een halve cirkel. Op het plateau staat een taps toelopende zuil die wordt bekroond met een gestileerde vogel. De tekst op het gedenkteken luidt AAN HEN DIE VIELEN 1940 - 1945.